# 鈴江晴彦
鈴江 晴彦（すずえ はるひこ、1968年10月15日 - ）は、フリーアナウンサー。

## 経歴・人物
大阪府交野市出身。血液型はA型。清風中学校・高等学校を経て、専修大学に入学。在学中は1年休学して中国に留学した経験を持つ。
卒業後、1993年4月に栃木放送入社。栃木放送在籍時の1999年より、関連会社を通じて別会社のとちぎテレビにも出演をする。また、同社在籍中に慶應義塾大学通信教育課程に入学し、卒業している。
2006年1月、岐阜放送（ぎふチャン）に移籍。その後退職してフリーランスとなった後、BCリーグの栃木ゴールデンブレーブスに入社し、球団職員として広報と実況アナウンサーを務めている。
趣味特技は、消費動向および消費者物価の調査を含めた買い物とチラシチェック、たこ焼き作り。

## 現在の担当番組
- 応援.tv - 栃木ゴールデンブレーブスの試合実況を担当。ここでは「ズドーン鈴江」と名乗る[1]。

## 過去の担当番組

### 栃木放送
- 今日もごきげん!こんにちワイド中継レポーター
- 青春キックオフ
- 週刊すずえらんど
- CRTミュージックパラダイス
- 鈴江くんと新井くん
- おはようCRT今朝も元気で!金曜版
- おまかせワイド
- 鈴江晴彦の極楽スポーツ天国
- ブルペン
- 栃木県からこんにちは（中華人民共和国・浙江省／浙江広播電視集団（旧浙江電視台）向け番組）

### とちぎテレビ
- とちぎTVニュース
- イブニング6
- とちぎ発!旅好き!

### 岐阜放送

#### テレビ
- スポーツ中継（2006年より2011年頃まで高校野球夏の岐阜大会実況を担当していた）
- ランチタイムニュース
- ぎふ情報クリック

#### ラジオ
- 鈴江・神保のときめきぐっモーニング

### その他
- Jリーグ中継（スカパー!） - 岐阜放送時代はFC岐阜を担当していたが、フリーになってからは栃木SCを担当。